# Беорнхет
Беорнхет (др.-англ. Beornhæth; умер приблизительно в 680 или в 685) — знатный англосакс, живший в Нортумбрии и от имени её монархов приблизительно в 670—680/685 годах управлявший северными областями этого королевства.

## Биография
Основной раннесредневековый нарративный источник о Беорнхете — «Житие святого Вильфрида» Стефана Рипонского. Он также упоминается в «Книге побратимов» из Дарема.
Беорнхет был первым из своего рода, о котором достаточно подробно сообщается в исторических источниках. Его точное происхождение не установлено. По одному мнению, Беорнхет мог быть связан родственными узами с правившей Нортумбрией династией Идингов (например, быть потомком короля Иды). Однако в раннесредневековых источниках о таких отношениях не упоминается. По другому мнению, Беорнхет мог принадлежать к королевской династии ранее независимого пиктского королевства Ниудуэра, располагавшегося на южном берегу реки Форт.
Предполагается, что при Эгфрите Беорнхет был в Нортумбрии самой влиятельной персоной после короля. В источниках он упоминается с титулом «подчинённый король» (лат. subregulus). Вероятно, Беорнхет правил территориями в северной части Нортумбрии. Возможно, что его власть распространялась или на Ниудуэру, или на земли в окрестностях крепости Данбар, или на территорию позднейшего Лотиана. Когда и при каких обстоятельствах Беорнхет получил свои владения, в средневековых источниках не сообщается. Возможно, он стал властителем незадолго до 670 года. Скорее всего, королём Эгфритом на Беорнхета была возложена охрана Северной Нортумбрии от набегов пиктов.
Возможно, первым свидетельством о Беорнхете следует считать запись в «Житии святого Вильфрида» Стефана Рипонского о состоявшейся, предположительно, в 670 году передаче королём Эгфритом и его братом Элфвином крупного пожертвования монастырю в Рипоне. На торжественной церемонии подписания дарственной хартии присутствовали почти все знатные персоны Нортумбрии, включая и нескольких «подчинённых королей». Хотя в житии не упоминается имён других её участников, кроме Эгфрита и Элфвина, считается, что на ней мог присутствовать и Беорнхет.
В «Житии святого Вильфрида» сообщается о походе в 671 или 672 году Эгфрита на восставших против нортумбрийцев пиктов. Беорнхет сопровождал короля и вместе с ним нанёс мятежникам тяжёлое поражение в сражении у каких-то двух рек (возможно, на территории между Эйвоном и Карроном). В результате пикты снова должны были подчиниться власти короля Нортумбрии, а их король Дрест VI в 672 году лишился престола. Возможно, Эгфрит назначил Беорнхета властителем оставшейся без монарха Пиктии. Однако уже вскоре королём пиктов был избран Бруде III, сумевший избавиться от опеки монарха Нортумбрии. Скорее всего, после сражения у двух рек к владениям Беорнхета были присоединены земли к северу от Клайда и Ферт-оф-Форта. Здесь в 681 году для окормления нортумбрийских пиктов была образована особая епархия с центром в Аберкорне, которую возглавил епископ Трумвин.
Возможно, в 674 году Беорнхет участвовал в отражении нападения на Нортумбрию короля Мерсии Вульфхера. В «Деяниях английских понтификов» Вильяма Мальмсберийского сообщается, что в сражении с мерсийцами войско Эгфрита одержало победу. Это позволило нортумбрийскому королю присоединить к своим владениям Линдси, часть земель которого Эгфрит передал Вильфриду Йоркскому.
Предполагается, что в 670-х годах Беорнхет мог участвовать и в войнах короля Эгфрита с бриттами, после которого территория Регеда была окончательно присоединена к Нортумбрии.
Дата смерти Беорнхета неизвестна. Возможно, её надо датировать приблизительно 680 годом или 685 годом. Во втором случае смерть Беорнхета связывают с проигранной нортумбрийцами пиктам 20 мая 685 года битвой при Нехтансмере, в которой тот погиб. После этой победы под контроль пиктского короля Бруде III перешли земли Нортумбрии к северу от Клайда и Ферт-оф-Форта.
Известны сын и внук Беорнхета. Первый из них, «королевский военачальник» (лат. dux regius) Бертред, в 684 году по приказу Эгфрита совершил поход в ирландскую Брегу. О его смерти в 698 году в сражении с пиктами сообщается в «Церковной истории народа англов» Беды Достопочтенного, «Англосаксонской хронике» и ирландских анналах. Второй — сын Бертреда Бертфрит. По утверждению Стефана Рипонского, тот был второй после короля (лат. secundus a rege princeps) по влиянию персоной в Нортумбрии, а по свидетельству Вильяма Мальмберийского, самым преданным и влиятельным из подданных короля Осреда I. Бертфрит внёс большой вклад в поражение короля Эдвульфа I и возведение на престол в 705 году малолетнего сына Элдфрита.